# Dasjtaget
Dasjtaget (armeniska: Դաշտագետ) är ett vattendrag i Armenien. Det ligger i provinsen Gegharkunik, i den centrala delen av landet, 70 kilometer öster om huvudstaden Jerevan.
Trakten runt Dasjtaget består i huvudsak av gräsmarker. Runt Dasjtaget är det ganska tätbefolkat, med 72 invånare per kvadratkilometer.